# Alexandru Olah
Alexandru Olah (Timișoara, 15 ottobre 1993) è un cestista rumeno, professionista in Europa.

## Palmarès
- Coppa di Romania: 1

CSO Voluntari: 2025